# Mediante
La mediante o nota mediante en el sistema tonal hace referencia al tercer grado de una escala musical. Según el contexto puede hacer referencia a la tercera nota de la escala, o bien al acorde que se forma sobre dicha nota y/o a la función tonal y sonoridad correspondientes (siendo más frecuente esto último). Por ejemplo, en la escala o tonalidad de do mayor que corresponde a las teclas blancas del teclado moderno, comenzando desde do, la mediante es la nota mi.
Es una de las notas del acorde de tónica. Esta nota es la principal en cuanto a la "modalidad" de la escala o tonalidad que se trate, ya que definirá si será una escala mayor o menor.